# Herbita subdentilinea
Herbita subdentilinea är en fjärilsart som beskrevs av Paul Dognin 1910. Herbita subdentilinea ingår i släktet Herbita och familjen mätare. Inga underarter finns listade i Catalogue of Life.